# Matthew Sadler
Matthew Sadler (Birmingham, 26 febbraio 1985) è un allenatore di calcio ed ex calciatore inglese, di ruolo difensore tecnico del Walsall.

## Carriera

### Nazionale
Ha giocato nelle nazionali giovanili inglesi Under-17, Under-18 ed Under-19.

### Allenatore
Il 19 aprile 2023 è stato nominato allenatore ad interim del Walsall, militante in Football League Two, la quarta serie inglese, dopo l'esonero di Michael Flynn. Ha debuttato in panchina tre giorni dopo, nella sconfitta interna al Bescot Stadium per 3-2 contro il Salford. L'8 maggio successivo, ha ottenuto la sua prima vittoria in panchina, nell'ultima di campionato contro il Doncaster Rovers (2-1). Dieci giorni dopo è stato annunciato come nuovo allenatore del Walsall.

## Statistiche

### Statistiche da allenatore
Statistiche aggiornate al 1º gennaio 2024.
| Stagione        | Squadra         | Campionato      | Campionato | Campionato | Campionato | Campionato | Coppe nazionali | Coppe nazionali | Coppe nazionali | Coppe nazionali | Coppe nazionali | Coppe continentali | Coppe continentali | Coppe continentali | Coppe continentali | Coppe continentali | Altre coppe | Altre coppe | Altre coppe | Altre coppe | Altre coppe | Totale | Totale | Totale | Totale | % Vittorie | Piazzamento |
| Stagione        | Squadra         | Comp            | G          | V          | N          | P          | Comp            | G               | V               | N               | P               | Comp               | G                  | V                  | N                  | P                  | Comp        | G           | V           | N           | P           | G      | V      | N      | P      | %          | Piazzamento |
| --------------- | --------------- | --------------- | ---------- | ---------- | ---------- | ---------- | --------------- | --------------- | --------------- | --------------- | --------------- | ------------------ | ------------------ | ------------------ | ------------------ | ------------------ | ----------- | ----------- | ----------- | ----------- | ----------- | ------ | ------ | ------ | ------ | ---------- | ----------- |
| apr.-giu. 2023  | Walsall         | FL2             | 3          | 1          | 1          | 1          | FACup+CdL       | -               | -               | -               | -               | -                  | -                  | -                  | -                  | -                  | EFL         | -           | -           | -           | -           | 3      | 1      | 1      | 1      | 33,33      | Sub., 16º   |
| 2023-2024       | Walsall         | FL2             | 25         | 10         | 6          | 9          | FACup+CdL       | 3+1             | 2+0             | 1+0             | 0+1             | -                  | -                  | -                  | -                  | -                  | EFL         | 3           | 0           | 1           | 2           | 32     | 12     | 8      | 12     | 37,50      | in corso    |
| Totale Walsall  | Totale Walsall  | Totale Walsall  | 28         | 11         | 7          | 10         |                 | 4               | 2               | 1               | 1               |                    | -                  | -                  | -                  | -                  |             | 3           | 0           | 1           | 2           | 35     | 13     | 9      | 13     | 37,14      |             |
| Totale carriera | Totale carriera | Totale carriera | 28         | 11         | 7          | 10         |                 | 4               | 2               | 1               | 1               |                    | -                  | -                  | -                  | -                  |             | 3           | 0           | 1           | 2           | 35     | 13     | 9      | 13     | 37,14      |             |